# James Williams (football américain)
Pour les articles homonymes, voir James Williams (homonymie) et Williams.
James Otis Williams, né le 29 mars 1968 à Pittsburgh dans l'État de Pennsylvanie aux États-Unis, est un joueur de football américain évoluant au poste de Lineman pour les Bears de Chicago dans la National Football League (NFL).